# سزمیتسه (ناحیه ملادا بولسلاف)
سزمیتسه (به چکی: Sezemice) یک منطقهٔ مسکونی در جمهوری چک است که در ناحیه ملادا بولسلاو واقع شده‌است.